# قنصل (روما القديمة)

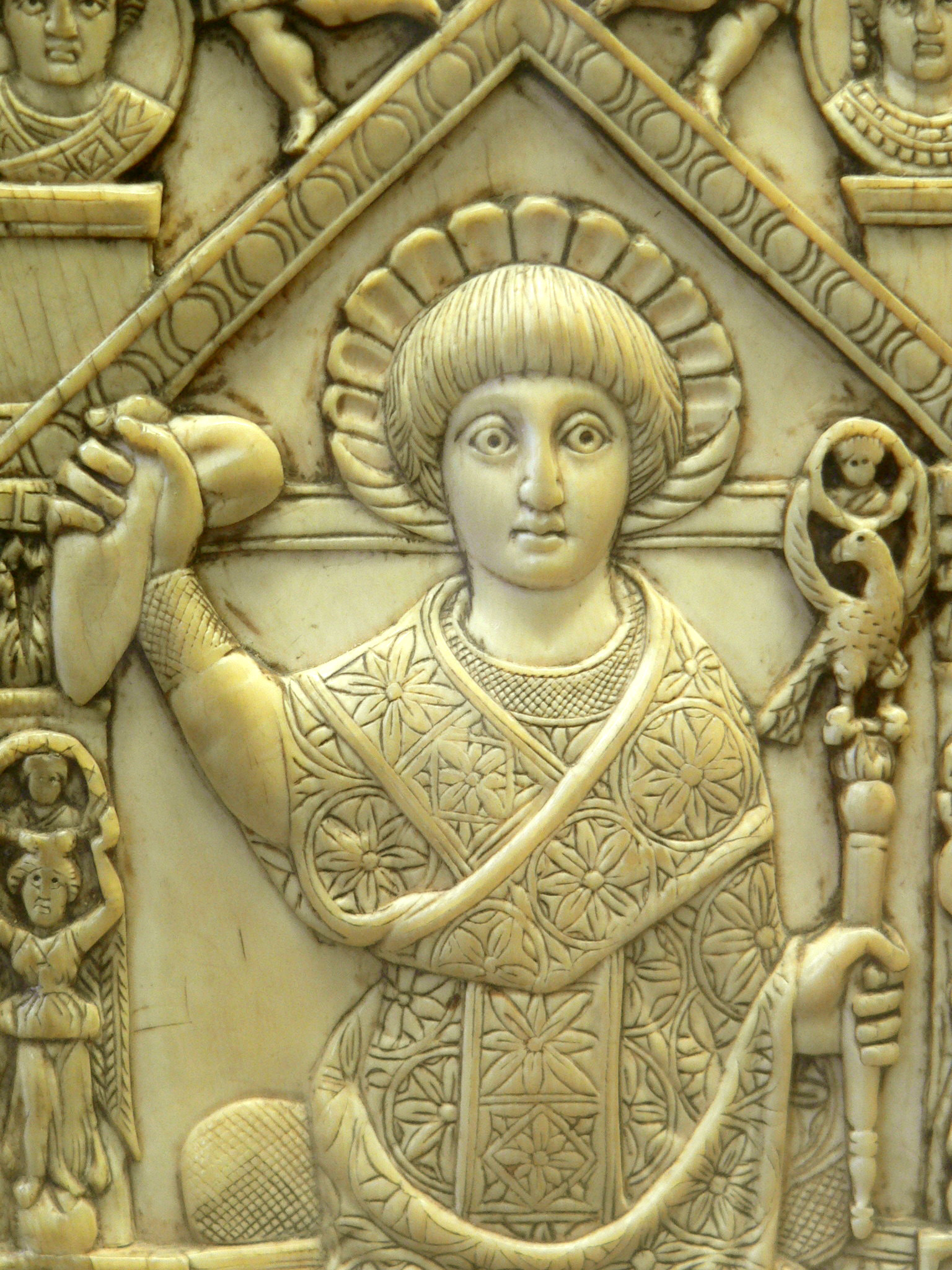
قنصل في زي القنصلية ممسكاً بالصولجان في أحد المناسبات الرومانية

القنصل (بالإنجليزية: Roman Consul)‏ أعلى المناصب في الجمهورية الرومانية ويمثل رئيس حكومة أو السلطة التنفيذية للدولة. ويوجد اثنين من القناصل كل سنة لحكم الجمهورية، لكل واحد منهما حق النقض.

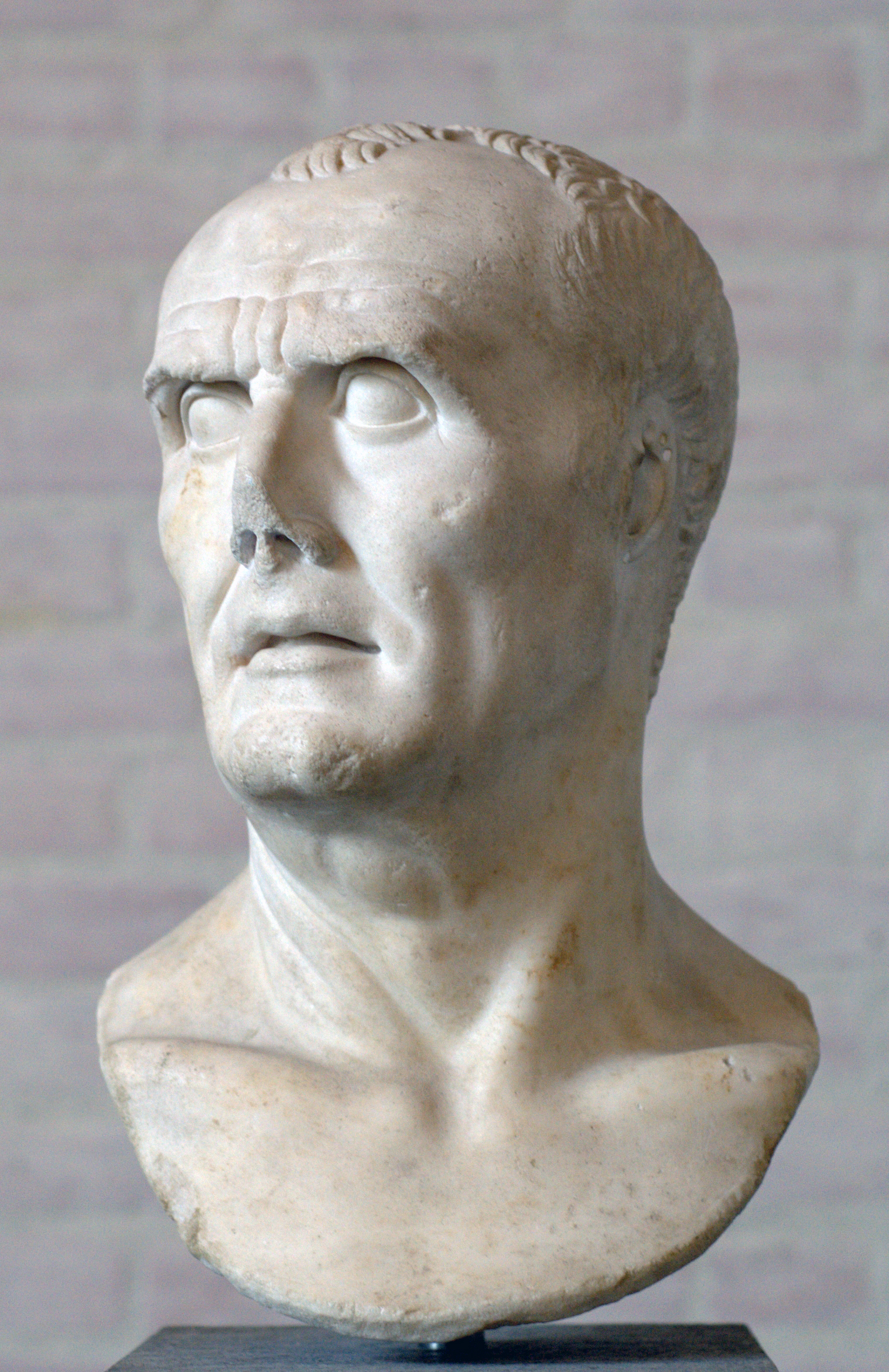
غايوس ماريوس عسكري تم ترشيحه لمنصب القنصل 6 سنوات متواصلة في مخالفة للدستور الروماني

## الوصول للمنصب
يعتبر الوصول لمنصب القنصل الروماني عبر الانتخاب المباشر من الشعب الروماني ومباركة وتصديق مجلس الشيوخ الروماني وان يكون عمره فوق ال40 سنة من الطبقة الاستقراطية.وهناك قنصلين يتم انتخابهم سنويا ولهما حق النقض الفيتو. ولهما صلاحيات واسعة وقت الحرب والسلم.وواجبات دينية. ويعملان إلى جنب.تحت مراقبة مجلس الشيوخ.

## بداية وظيفة القنصل
بعد طرد اخر ملك روماني عام 509 ق.م وعدم وجود حاكم أثناء تولي مجلس الشيوخ السلطة تم إنشاء القنصلية مثل رئيس حكومة منتخبة في الحاضر. ليدير الجمهورية وتم الموافقة على حكم قنصلين كل سنة. والسبب حتى لا يتمكن أي قنصل من الحكم فترة طويلة ثم يقوم بانقلاب على السلطة المدنية ومجلس الشيوخ.وانتهاء مع بداية أول إمبراطور روماني أغسطس قيصر سنة 27 قبل الميلاد.

## النقض واعادة الانتخاب
بما انه يوجد في كل سنة قنصلان لحكم الجمهورية تحت مراقبة مجلس الشيوخ، فان لكل قنصل من الاثنين حق النقض فكل واحد منهما يستطيع نقض أوامر زميله ولكن يمكنه الاستئناف أمام زميله وإسقاط الحكم، من أجل تجنب الصراعات. حتى لا يستأثر أي منهما بالحكم والسلطة. ولكن في نهاية المدة يكون هناك تقييم في المجلس عن أداء كل قنصل.
المدة التي يقضيها القنصل في السلطة سنة واحدة غير قابلة للتجديد، ولكن يحق له العودة للأنتخاب بعد عشر سنوات.

## أشهر القناصلة الرومان
بما أنه في كل سنة يحكم قنصلان الجمهورية، فعدد قناصلة روما اجتاز الالف قنصل، بين قنصل قوي ومنتخب يأمر وله حق النقض، وقنصل معين من قبل الإمبراطور ليس له من الأمر شيء أثناء فترة الامبراطورية.
لكن هناك الكثير من القناصل من برز أثناء الجمهورية عندما كان الحكم للقناصل تحت مراقبة مجلس الشيوخ الروماني ومن ابرزهم:
- 1 شيشرون
- 2 سولا
- 3 غايوس ماريوس
- 4 سكيبيو الإفريقي
- 5 سكيبيو الأصلع
- 6 بومبيوس الكبير
- 7 ماركوس روفوس
- 8 ماركوس أنطونيوس
- 9 فابيوس ماكسيموس

## استمرار القناصل
بعد سقوط الجمهورية وقيام الإمبراطورية الرومانية استمر منصب القنصل ولكن بدون أي صلاحية أو سلطة والصلاحيات انتقلت للإمبراطور. ولكن القناصل استمرت فقط ضمن التراث الروماني أثناء الامبراطورية، والتعيين من قبل الامبرطور ويعين الاقارب والاصدقاء ومن يريد تكريمه.

## مقر حكومة القناصل
في عاصمة الجمهورية روما ومراقبة من مجلس الشيوخ الروماني

## عودة القنصل لحكم أوروبا
- بعد عصر الإرهاب أثناء الثورة الفرنسية وفي عام 1799 بعد عودة الضابط نابليون من مصر استولى على السلطة مع معاونية وقامت حكومة من ثلاث قناصل اعلاهم نابليون ولكنها لم تستمر الا 5 سنوات بعد أن استأثر نابليون بالسلطة وأصبح امبراطورا لفرنسا عام 1805.
- جمهورية بولونيا في إيطاليا عام 1796 كانت تتالف من 9 تسعة قناصل وبزعامة رئيس القضاة.
- جمهورية باراغواي في أمريكا الجنوبية وبعد استقلالها من إسبانيا كان يحكمها قناصل وبالتناوب قنصلان كل أربعة أشهر. ولكنها سقطت سريعا بايدي العسكر
- اليونان في ثورة 1821 ولكنها قصيرة جدا.

## مواضيع مرتبطة
- الحضارة الرومانية
- الجمهورية الرومانية
- إنسان جديد